# Призыв (газета, Владимир)
«Призыв» — владимирская газета выходившая с 19 мая 1917 года по 26 июля 2017 года.

## История

### Создание газеты
Издавалась Владимирским советом солдатских депутатов с 19 мая 1917 года под названием «Голос народа». Летом 1918 переименована в «Известия Исполнительных Комитетов Владимирского губернского и уездного Советов рабочих, солдатских и крестьянских депутатов». В августе 1919 года переименована в «Районную газету» и становится органом Владимирского губернского и уездных Владимирского, Суздальского, Судогодского и Покровского Исполнительных Комитетов. С 1 июля 1920 выходит под названием «Призыв».

### Существование газеты
В разные года являлась органом губкома, окружкома, райкома и горкома РКП(б) и ВКП(б). С образованием в 1944 году Владимирской области — орган Владимирского обкома и горкома, областного и городского совета депутатов трудящихся.
В газете печатались стихи известных советских поэтов, например стихотворение Владимира Маяковского «Радио-агитатор» было впервые напечатано в газете «Призыв» (номер № 127(1660) от 7 июня 1925-го).
В сентябре 1991 года газета перерегистрирована в качестве независимого общественно-политического издания. В 2007 года вошла в состав холдинга «АБИ-Медиа» принадлежавшего Григорию Аникееву. 26 июля 2017 газета прекращает выходить в бумажном формате.12 сентября 2022 полностью прекращает работу.
С 1936-го по 2005-й годы проводилась ежегодная легкоатлетическая эстафета на приз газеты «Призыв».
При газете существовала литературная группа, объединявшая многих владимирских писателей и поэтов, многие из которых в разное время являлись сотрудниками газеты, среди них: Безыменский А. И, Полторацкий В. В., Осетров Е. И., Ларин С. В.

### Тиражи
1918 — 3000 экземпляров.
1921—1800 экземпляров.
1922—2500 экземпляров.
1923 — 3500 экземпляров.
1941 — 10 000 экземпляров.
1945 — 20 800 экземпляров.
1987 — 85 000 экземпляров.

### Ответственные редакторы
- Шахназаров Иван Григорьевич — 1921 — 30.05.1922
- Тихомиров Василий Степанович 30.05.1922 — 15.06.1923
- Осьмов Иван Владимирович 20.07.1923 — 02.12.1925
- Тумаркин Д. — 05.12.1925 — ????
- Новлянский П. — 1927
- Троицкий Арсений Иванович — 6.03.1952 — 01.12.1958
- Кузьмин, Леонид Алексеевич — 23.12.1958 — 01.01.1980
- Демьянов Николай Иванович — 29.12.1980 — 16.11.1985
- Чернов Виктор Викторович — 16.11.1985 — 30.01.1990
- Корнилов Юрий Васильевич — 30.01.1990 — 01.08.1991
- Бурылин Вадим Борисович — 01.08.1991 — 26.08.1991
- Буянов Михаил Анатольевич — 1991 — ????
- Белов Григорий Викторович 21.05.2008[4] — 28.10.2008[5]
- Лившиц Николай Майорович 28.10.2008 — 12.09.2022